# Archaeosemionotus connectens
Archaeosemionotus connectens è un pesce osseo estinto, appartenente agli ionoscopiformi. Visse nel Triassico medio (Ladinico, circa 240 – 237 milioni di anni fa) e i suoi resti fossili sono stati ritrovati in Italia.

## Descrizione
Questo pesce era di piccole dimensioni e possedeva un corpo fusiforme, solitamente lungo poco più di dieci centimetri. Il cranio era corto e alto, dotato di grandi orbite e di denti aguzzi. La coda era profondamente biforcata.  
Archaeosemionotus era dotato di alcune caratteristiche che lo distinguevano da altri pesci simili, come Furo o Ionoscopus. Ad esempio, le ossa del cranio erano fittamente ornamentare con tubercoli piuttosto grandi, e le prime tre ossa infraorbitali, piuttosto grandi, andavano a formare il margine inferiore dell’orbita. Vi erano inoltre due grandi suborbitali dorsale e ventrale (il dorsale era circa il doppio del ventrale), inframezzati da un terzo suborbitale più piccolo. Archaeosemionotus era dotato di una grande placca golare mediana dal margine posteriore dritto, un grande subopercolo (grande circa la metà dell’opercolo), scaglie romboidali con superfici lisce e dal margine posteriore fortemente seghettato. Infine, il ventre era ricoperto da alcune file di scaglie particolarmente piatte e il lobo alto della coda era dotato di nove file di scaglie invertite. 

## Classificazione
Archaeosemionotus connectens venne descritto per la prima volta da Wilhelm Deecke nel 1889, sulla base di fossili ritrovati nella zona tra Varenna e Regoledo, sul margine sinistro del Lago di Como (Italia). I fossili sono stati ritrovati in rocce risalenti al Ladinico, nella formazione di Varenna – Perledo. 
Archaeosemionotus, nonostante il nome, non era uno stretto parente del ben noto Semionotus, bensì era un membro degli ionoscopiformi, un gruppo di pesci dalle abitudini solitamente predatorie, tipici del Mesozoico e imparentati alla lontana con l’attuale Amia calva. Tra gli ionoscopiformi, sembra che le forme a cui Archaeosemionotus era più strettamente imparentato fossero Robustichthys della Cina, leggermente più antico, e Furo del Giurassico europeo.
Altri fossili attribuiti ad Archaeosemionotus, provenienti dal Triassico medio del Canton Ticino, sono stati in seguito riclassificati nel genere Ticinolepis, appartenente ai Ginglymodi (Lopez-Arbarello et al., 2016).